# Юлтыева, Нинель Даутовна
Нинель Даутовна Юлты́ева (баш. Нинель Дауыт ҡыҙы Юлтыева) (1926 — 2014) — советская балерина, педагог, хореограф. Заслуженная артистка Татарской АССР (1953). Народная артистка РСФСР (1957). Народная артистка Республики Татарстан (1996). Народная артистка Республики Башкортостан (1995).

## Биография
Родилась 3 февраля 1926 года в Уфе в семье башкирского писателя и общественного деятеля Даута Юлтыева. По национальности - башкирка.
В 1935—1941 годах училась в ЛАХУ.
В 1968 году окончила педагогическое отделение ЛАХУ имени А. Я. Вагановой.
В 1972 году окончила балетмейстерское отделение ЛГК имени Н. А. Римского-Корсакова.
В 1941—1946 годах — солистка Башкирского ГТОБ.
В 1946 году приехала в Казань, дебютировала в Татарском АТОБ имени М. Джалиля заглавной роли в балете Н. Г. Жиганова «Зюгра».
С 1946—1966 годах прима-балерина и художественный руководитель балетной труппы Татарского театра оперы и балета имени М. Джалиля.
С 1972 года заведующая кафедрой хореографии Казанского института культуры.
С 1985 года профессор Казанского института культуры.
В 1974—1977 годах главный балетмейстер и художественный руководитель Каирской балетной труппы (Египет).
В 1981—1983 годах балетмейстер и педагог Каракасского театра имени Т. Кареньо в Венесуэле.
В 1988—1989 годах художественный руководитель Каирского Высшего балетного института (Египет).
С 1998 года Нинель Юлтыева — художественный руководитель Казанского хореографического училища.
Активная педагогическая деятельность Н. Д. Юлтыевой, начавшаяся в 1950-е, продолжается до сих пор: несколько сотен её воспитанников ныне преподают в институтах, школах, училищах, руководят коллективами, работают в театрах.
Умерла 23 ноября 2014 года в Казани.
Внучка Эльза Спектор (Фазлуллина) — единственная дочь сына Мансура — проживает в Израиле с 1992 с мамой (Татьяна Спектор — жена Мансура)
Эльза имеет свою школу танцев «Спектор Дэнсинг» в городе Лод в Израиле.

## Основные партии
На сцене театров оперы и балета Н. Юлтыевой было исполнено множество ведущих партий среди которых:
- Вожак журавлей («Журавлиная песнь» З. Г. Исмагилова и Л. Б Степанова)
- Мария («Бахчисарайский фонтан» Б. В. Асафьева)
- Сванильда («Коппелия» Л. Делиба)
- Аврора («Спящая красавица» П. И. Чайковского)
- Жизель («Жизель» А. Адана)
- Одетта («Лебединое озеро» П. И. Чайковского)
- Одилия («Лебединое озеро» П. И. Чайковского)
- Китри («Дон Кихот» Л. Минкуса)
- Сиюмбике («Шурале» Ф. Яруллина)
- Зюгра («Зюгра» Н. Г. Жиганова)
- Раушан («Раушан» З. Хабибуллина)
- Сарви («Золотой гребень» Э. Бакирова)

## Звания и награды
- заслуженная артистка Татарской АССР (1953)
- народная артистка РСФСР (1957)
- народная артистка Республики Татарстан (1996)
- народная артистка Республики Башкортостан (1995)
- Орден Салавата Юлаева (Башкортостан)
- медаль «За доблестный труд в Великой Отечественной войне 1941-1945 гг.»
- приз «Душа танца»
- Занесение в Книгу почёта Казани (2007)[3].
- Действительный член Санкт-Петербургской Петровской академии науки и искусства[4], профессор